# Hemilepidotus gilberti
Hemilepidotus gilberti (лат.) — вид морских лучепёрых рыб семейства рогатковых. Встречается в северо-западной части Тихого океана от Хоккайдо до Берингова моря.

## Таксономия
Hemilepidotus gilberti был впервые официально описан в 1904 году американскими ихтиологами Дэвидом Старром Джорданом и Эдвином Чапином Старксом, а его типовое местонахождение указано как Хакодате на Хоккайдо. Видовое название дано в честь коллеги Джордана, академика Стэнфордского университета, ихтиолога и биолога-рыболова Чарльза Генри Гилберта.

## Внешний вид и строение
У Hemilepidotus gilberti 11 или 12 шипов в первом спинном плавнике, причем первый шип длиннее второго, и всего от 20 до 22 мягких лучей в спинных плавниках. На анальном плавнике нет шипов, его поддерживают 14-19 мягких лучей. На теле расположены три зоны рядов чешуи и ряд из мелких ктеноидных чешуек под брюшным рядом. На предкрышке имеется 4 шипа, второй из которых простой, а четвёртый уплощённый. Максимальная зарегистрированная стандартная длина составляет 36 см, хотя более типична общая длина 27 см, а максимальный опубликованный вес составляет 800 г.

## Распространение и среда обитания
Hemilepidotus gilberti встречается в северо-западной части Тихого океана от Татарского пролива, северо-восточного Сахалина, западной Камчатки на восток в Берингово море до Командорских островов и на юг до юго-восточного побережья Кореи, залива Терпения и вдоль западного и южное побережье Хоккайдо. Эта демерсальная рыба обитает на глубине от 9 до 668 м. Летом они отдают предпочтение верхней и средней зонам континентального шельфа, где температура воды колеблется от 1,5 до 3,0 ° C, а зимой они встречаются в более глубоких водах в нижней части континентального шельфа и верхней части континентального склона, где температура чуть выше нуля. Молодые особи встречаются на меньших глубинах, чем взрослые.